# پریسئیت
پریسئیت  (به انگلیسی: Priceite) با فرمول شیمیایی Ca4B10O19.7H2O از مجموعه کانی هاست و از نام یک فلزشناس آمریکایی T.Price مشتق شده‌است. حل شونده در اسیدها CaO:۳۲٫۱۱٪  B2O۳:۴۹٫۸۴٪  H2O:۱۸٫۰۵٪   از نظر شکل بلور: رمبوئدر، رنگ: سفیدبرفی، شفافیت: نیمه شفاف، جلا: کدر، رخ: خیلی خوب - مطابق با سطح، سیستم تبلور: تری کلینیک و در رده‌بندی بورات است  و منشأ تشکیل آن دریاچه‌های اسید بوریک است.
همایند کانی‌شناسی (پارانژ) آن - ژیپس- کلمانیت است
، از نظر ژیزمان تقریباْ کمیاب است و بیشتر در ترکیه و آمریکا یافت می‌شود.

## منبع
- پردیس کشاورزی ایران